# Teoria acido-bazică
De-a lungul vremii, au existat diferite definiții pentru acizi și baze, concretizate în trei teorii acido-bazice.

## Teoria disociației electrolitice
A fost elaborată de Svante Arrhenius și Wilhelm Ostwald. Potrivit acestei teorii, acizii sunt acele substanțe care, în soluție apoasa, dau naștere la ioni H+, iar bazele sunt substanțele care, în aceleași condiții, dau naștere la ioni hidroxid HO-. Dezavantajul acestei teorii este că într-un solvent neapos, aceste substanțe sunt considerate nedisociate, deci fără proprietăți acido-bazice.
Exemple conform acestei teorii: 
- acizi: acid clorhidric (HCl), acid sulfuric (H2SO4), acid acetic (CH3COOH)
- baze: hidroxid de sodiu (NaOH), hidroxid de potasiu (KOH), hidroxid de calciu (Ca(OH)2), hidroxid de aluminiu

## Teoria protolitică
A fost introdusă de către Johannes Nicolaus Brønsted și, independent, de către chimistul englez Thomas Martin Lowry. Conform teoriei protolitice, acidul este specia chimică cu tendința de a ceda un proton (H+), iar baza este specia care are tendința de a accepta sau fixa un proton. Pierzând un proton, acidul se transformă într-o bază, numită baza conjugată, iar baza care acceptă un proton, se transformă într-un acid, numit acidul conjugat.
Orice acid Arrhenius este și acid Brønsted și analog pentru baze. 
Exemple conform acestei teorii: 
- acizi: ion amoniu(NH4+), ion hidroniu(H3O+)
- baze: amoniac (NH3), ion acetat (CH3COO-); baze organice, care nu conțin hidroxil, ca: metilamină (CH3NH2), anilină (C6H7N), piridină

(C5H5N)

## Teoria acido-bazică Lewis
Conform acestei teorii, orice substanță care are o pereche de electroni neparticipanți ce pot fi puși în comun cu altă substanță, deficitară în electroni, formându-se o legătură covalentă coordinativă, se numește bază Lewis, iar orice substanță care poate accepta o pereche de electroni pentru a forma o legătură coordinativă se numește acid Lewis. Teoria a fost elaborată de către Gilbert Newton Lewis în anul 1923 și este susținută de metoda orbitalilor moleculari. În general, un acid poate accepta o pereche de electroni în orbitalul neocupat de energie cea mai joasă (LUMO), și orice bază poate ceda electronii din orbitalul molecular de energie cea mai înaltă (HOMO).
Orice acid Brønsted este și acid Lewis și analog pentru baze.
Exemple conform acestei teorii:
- acizi: clorură de aluminiu (AlCl3), clorură de fier (III) (FeCl3), fluorură de bor (BF3)
- baze: amoniac, piridină, α-dimetil-glioximă